# Ма Юй
Ма Юй (*馬鈺, 1123 —1183) — державний службовець та лікар часів династії Цзінь.

## Біографія
Народився на території сучасної провінції Шеньсі. Походив з впливової родини. У період 1153–1156 років успішно склав імператорський іспит й отримав вищий науковий ступінь цзіньши. 1167 року познайомився з відомим даосом Ван Чун'яном, запропонувавши тому як місце його проповідей та бесід власний маєток. 1168 року під впливом даосизму відмовився від посади та залишив сім'ю. З цього моменту тривалий час блукав разом з Чун'яном північним Китаєм. 1169 року переїздить до Кайфена, а у після смерті у 1170 році очолив даоську школу Цянчжен. З цього моменту веде життя мандрівного проповідника, займаючи поширенню даоських вірувань. 1182 року повертається до дому. Помирає у 1183 році у м. Лоян.

## Медицина
Ма Юй дуже любив медицину, особливо був сильний в акупунктурі й припікані. Зустрівши хворого, охоче брався за лікування, домагаючись дивовижних результатів. Вилікував безліч людей, був дуже популярним в народі.
Виділив 12 найефективніших, на його думку, точок — Цзу-сань-лі E.36, Ней-тін E.44, Цюй-чи GI.11, Хе-гу GI.4, Вей-чжун V.40, Чен-шань V.57, Тай-чун F.3, Кунь-лунь V.60, Хуань-тяо VB.30, Ян-лін-цюань VB.34, Тун-чи C.5, Ле-Цюе P.7. Згодом, у XIV ст, була написана «Пісня про лікування різних хвороб за допомогою дванадцяти точок Ма Даньян», яка до тепер належить до пісень, які лікарі повинні завчити напам'ять.